# Xenoclarias eupogon
El bagre de agua profunda del lago Victoria (Xenoclarias eupogon) es una especie de pez actinopeterigio de agua dulce, la única del género monotípico Xenoclarias de la familia de los claridos.

## Morfología
Ausencia de órganos respiratorios suprabranquiales y reducción de la cámara suprabranquial como adaptación al hábitat de aguas profundas, la madurez sexual se alcanza con 11 cm de longitud, alcanzando una talla máxima descrita de 20,9 cm.
Especie totalmente insectívora, con preferencia de Chironomidae sobre las larvas de Chaoboridae, pero también se han encontrado restos de peces en sus estómagos.

## Distribución y hábitat
Se distribuye como endemismo del lago Victoria (África). Son peces de agua dulce tropical, de hábitat tipo demersal de aguas profundas, en un rango de profundidad entre los 10 m y los 79 m, en su mayoría se encuentran sobre fondos fangosos, no muy lejos de las empinadas y rocosas zonas donde se cree que se reproducen.
Esta especie está amenazada de extinción, puede incluso que ya haya desaparecido, debido a la depredación por parte de la perca del Nilo y otros impactos ecológicos recientes.